# Wittges
Wittges ist einer von 16 Ortsteilen der Gemeinde Hofbieber im osthessischen Landkreis Fulda.

## Geographische Lage
Der Ort grenzt im Uhrzeigersinn im Norden beginnend an, die Ortsteile Rödergrund-Egelmes, Langenberg, Elters, Langenbieber und Hofbieber (Ortsteil).
Siedlungsplätze innerhalb der Gemarkung
- Wolferswinden

## Geschichte

### Ortsgeschichte
Die älteste bekannte schriftliche Erwähnung von Wittges erfolgte unter dem Namen „Witiges“ vor dem Jahr 1439 im Codex Eberhardi.
Als Grundherrschaft ist belegt:
- Im Jahr 1432 bekundet Elisabeth Moris, Witwe des Friedrich (Fritz) Moris, für sich und ihre Erben, dass sie Johann [von Merlau], Abt von Fulda, und dem Kloster Fulda dauerhaft u. a. ihren gesamten Besitz in Wittges verkauft hat.

Zum 31. Dezember 1971 wurde die bis dahin selbstständige Gemeinde Wittges auf freiwilliger Basis in die Gemeinde Hofbieber eingemeindet. Wie für alle nach Hofbieber eingegliederten Gemeinden wurde auch für Wittges ein Ortsbezirk gebildet.

### Verwaltungsgeschichte im Überblick
Die folgende Liste zeigt die Staaten und Verwaltungseinheiten, denen Wittges angehört(e):
- vor 1803: Heiliges Römisches Reich, Hochstift Fulda, Amt Bieberstein
- 1803–1806: Heiliges Römisches Reich, Fürstentum Nassau-Oranien-Fulda, Fürstentum Fulda, Amt Bieberstein
- 1806–1810: Kaiserreich Frankreich, Fürstentum Fulda (Militärverwaltung)
- 1810–1813: Großherzogtum Frankfurt, Departement Fulda, Disrrikt Bieberstein
- ab 1816: Kurfürstentum Hessen, Großherzogtum Fulda, Amt Bieberstein
- ab 1821/22: Kurfürstentum Hessen, Provinz Fulda, Kreis Fulda[7][Anm. 2]
- ab 1848: Kurfürstentum Hessen, Bezirk Fulda
- ab 1851: Kurfürstentum Hessen, Provinz Fulda, Kreis Fulda
- ab 1867: Norddeutscher Bund, Königreich Preußen,[Anm. 3] Provinz Hessen-Nassau, Regierungsbezirk Kassel, Kreis Fulda
- ab 1871: Deutsches Reich,  Königreich Preußen, Provinz Hessen-Nassau, Regierungsbezirk Kassel, Kreis Fulda
- ab 1918: Deutsches Reich, Freistaat Preußen, Provinz Hessen-Nassau, Regierungsbezirk Kassel, Kreis Fulda
- ab 1944: Deutsches Reich, Freistaat Preußen, Provinz Kurhessen, Landkreis Fulda
- ab 1945: Deutsches Reich, Amerikanische Besatzungszone, Groß-Hessen, Regierungsbezirk Kassel, Landkreis Fulda
- ab 1946: Deutsches Reich, Amerikanische Besatzungszone, Hessen, Regierungsbezirk Kassel, Landkreis Fulda
- ab 1949: Bundesrepublik Deutschland, Hessen, Regierungsbezirk Kassel, Landkreis Fulda
- ab 1972: Bundesrepublik Deutschland, Land Hessen, Regierungsbezirk Kassel, Landkreis Fulda, Gemeinde Hofbieber

## Bevölkerung

### Einwohnerstruktur 2011
Nach den Erhebungen des Zensus 2011 lebten am Stichtag dem 9. Mai 2011 in Wittges 90 Einwohner. Darunter waren keine Ausländer.
Nach dem Lebensalter waren 15 Einwohner unter 18 Jahren, 36 waren zwischen 18 und 49, 24 zwischen 50 und 60 und 15 Einwohner waren älter.
Die Einwohner lebten in 36 Haushalten. Davon waren 9 Singlehaushalte, 48 Paare ohne Kinder und 51 Paare mit Kindern, sowie 15 Alleinerziehende und keine Wohngemeinschaften. In 45 Haushalten lebten ausschließlich Senioren und in 87 Haushaltungen leben keine Senioren.

### Einwohnerentwicklung
- 1812: 11 Feuerstellen, 83 Seelen[2]

| Wittges: Einwohnerzahlen von 1812 bis 2023 | Wittges: Einwohnerzahlen von 1812 bis 2023 | Wittges: Einwohnerzahlen von 1812 bis 2023 | Wittges: Einwohnerzahlen von 1812 bis 2023 | Wittges: Einwohnerzahlen von 1812 bis 2023 |
| --- | ------------------------------------------ | ------------------------------------------ | ------------------------------------------ | ------------------------------------------ |
| Jahr |                                            |                                            |                                            | Einwohner                                  |
| 1812 | 1812                                       |                                            | 83                                         | 83                                         |
| 1834 | 1834                                       |                                            | 103                                        | 103                                        |
| 1840 | 1840                                       |                                            | 127                                        | 127                                        |
| 1846 | 1846                                       |                                            | 138                                        | 138                                        |
| 1852 | 1852                                       |                                            | 136                                        | 136                                        |
| 1858 | 1858                                       |                                            | 135                                        | 135                                        |
| 1864 | 1864                                       |                                            | 121                                        | 121                                        |
| 1871 | 1871                                       |                                            | 95                                         | 95                                         |
| 1875 | 1875                                       |                                            | 85                                         | 85                                         |
| 1885 | 1885                                       |                                            | 87                                         | 87                                         |
| 1895 | 1895                                       |                                            | 88                                         | 88                                         |
| 1905 | 1905                                       |                                            | 84                                         | 84                                         |
| 1910 | 1910                                       |                                            | 95                                         | 95                                         |
| 1925 | 1925                                       |                                            | 99                                         | 99                                         |
| 1939 | 1939                                       |                                            | 96                                         | 96                                         |
| 1946 | 1946                                       |                                            | 132                                        | 132                                        |
| 1950 | 1950                                       |                                            | 121                                        | 121                                        |
| 1956 | 1956                                       |                                            | 100                                        | 100                                        |
| 1961 | 1961                                       |                                            | 90                                         | 90                                         |
| 1967 | 1967                                       |                                            | 91                                         | 91                                         |
| 1970 | 1970                                       |                                            | 93                                         | 93                                         |
| 1980 | 1980                                       |                                            | ?                                          | ?                                          |
| 1990 | 1990                                       |                                            | ?                                          | ?                                          |
| 2000 | 2000                                       |                                            | ?                                          | ?                                          |
| 2011 | 2011                                       |                                            | 90                                         | 90                                         |
| 2023 | 2023                                       |                                            | 96                                         | 96                                         |
| Datenquelle: Historisches Gemeindeverzeichnis für Hessen: Die Bevölkerung der Gemeinden 1834 bis 1967. Wiesbaden: Hessisches Statistisches Landesamt, 1968. Weitere Quellen: LAGIS; Gemeinde Hofbieber; Zensus 2011 |                                            |                                            |                                            |                                            |

### Historische Religionszugehörigkeit
| • 1885: | 87 katholische (= 100 %) Einwohner                                 |
| • 1961: | ein evangelischer (= 1,11 %), 89 katholische (= 98,89 %) Einwohner |

## Politik
Für Wittges besteht ein Ortsbezirk (Gebiete der ehemaligen Gemeinde Wittges) mit Ortsbeirat und Ortsvorsteher nach der Hessischen Gemeindeordnung. Der Ortsbeirat besteht aus drei Mitgliedern. Bei den Kommunalwahlen in Hessen 2021 betrug die Wahlbeteiligung zum Ortsbeirat 80,00 %. Alle Kandidaten gehörten der Bürgerliste an. Der Ortsbeirat wählte  Dominik Hohmann zum Ortsvorsteher.